# Diocèse de Catamarca
Le diocèse de Catamarca (en latin : Dioecesis Catamarcensis ; en espagnol : Diócesis de Catamarca) est un diocèse de l'Église catholique en Argentine, suffragant de l'archidiocèse de Salta.

## Territoire
Il comprend 14 départements de la province de Catamarca : Ambato, Ancasti, Andalgalá, Belén, Capayán, Capital, El Alto, Fray Mamerto Esquiú, La Paz, Paclín, Pomán, Santa Rosa, Tinogasta, Valle Viejo. Son territoire a une superficie de 68 765 km divisé en 31 paroisses. 
Le siège épiscopal est dans la ville de San Fernando del Valle de Catamarca où se trouve la cathédrale-basilique de Notre-Dame-de-la-Vallée qui abrite la statue de la Vierge de la Vallée, qui est l'objet de pèlerinage.

## Historique
La création du diocèse de Catamarca est décidé par un décret du 21 janvier 1910 de la congrégation pour les évêqueset érigé le 5 février suivant par la bulle Sollicitudine du pape Pie X en prenant une partie du territoire du  diocèse de Tucumán (aujourd'hui archidiocèse de Tucumán).
Nommé suffragant de l'archidiocèse de Buenos Aires lors de sa création, il intègre la province ecclésiastique de l'archidiocèse de Salta le 20 avril 1934 en vertu de la constitution apostolique Nobilis Argentinae du pape Pie XI.
Le 22 mai 1920, il cède le département de Los Andes à l'archidiocèse de Saltatandis que le 2 juillet 1944, il acquiert de Salta le département d'Antofagasta de la Sierra.
Il cède une portion de son territoire le 8 septembre 1969 pour l'érection de la prélature territoriale de Cafayate.

## Évêques
- Bernabé Piedrabuena (8 novembre 1910 - 11 juin 1923), nommé évêque de Tucumán
- Inocencio Dávila y Matos (7 juillet 1927 - 30 avril 1930)
- Vicente Peira † (20 octobre 1932 - 11 mars 1934)
- Carlos Francisco Hanlon, C.P (13 septembre 1934 - 29 novembre 1959)
- Adolfo Servando Tortolo (11 février 1960 - 6 septembre 1962), nommé archevêque de Paraná
- Alfonso Pedro Torres Farías, O.P (25 septembre 1962 - 5 novembre 1988)
- Elmer Osmar Ramón Miani (19 décembre 1989 - 27 décembre 2007)
- Luis Urbanč depuis le 27 décembre 2007